# Битка код Таутона
Битка код Таутона је вођена током енглеског Рата ружа 29. марта 1461. у близини села Таутон у Јоркширу. Она је довела до промене владара у Енглеској, пошто је јорковски победник Едвард, 4. војвода од Јорка (који је постао краљ Едвард IV (1461—1483)) сменио ланкастерог краља Хенрија VI (1422—1461), и протерао вођу ланкастерског табора и његове кључне присталице из земље.
Битка је била „вероватно највећа и најкрвавији битка икад вођена на енглеском тлу“. Према хроничарима, више од 50.000 војника из табора Јорка и Ланкастера борили сатима усред снежне олује на тај дан, који је био Цвети те године. Писмо које кружило недељу дана после битке известило је да 28.000 људи умрло на бојном пољу.
Оновремени извори описују Хенрија VI као мирног и побожног, ненавикнутог на насилне династичке грађанске ратова, као што је био Рат ружа. Патио је од периода лудила, па је његово доброчинство на крају захтевало да његова супруга, Маргарета Анжујска, преузме контролу над његовим краљевством, што је допринело његовом паду. Његова нефикасна владавина је постакла планове племића да успоставе контролу над њим, и стање се претворило у грађански рат између присталица његове династије и присталица Ричарда Плантагенета, 3. војводе од Јорка. Након што су јоркисти заробили Хенрија 1460, Енглески парламент је донео Акт о сагласности чиме је дозволио Јорку и његовој линији да наследе Хенрија као краља. Хенријева супруга Маргарета Анжујска је одбила да прихвати одузимање права на престо њеном сину и заједно са незадовољним ланкастеровцима је прикупила војску. Ричард од Јорка је погинуо у бици код Вејкфилда и његове титуле, укључујући и право на престо, су прешле на његовог најстаријег сина Едварда. Племство које је раније оклевало да подржи Ричардове захтеве на престо сматрало је да су Ланкастеровци прекршили Акт о сагласности и Едвард је нашао довољно подршке да осуди Хенрија и прогласи себе за краља. Стога је битка код Таутона имала да силом оружја афирмише право победника да влада Енглеском.
Након доласка на бојиште, јоркисти су закључили да су у бројчано много слабији. Део њихове снаге под командом Џона Мобреја, 3. војводе од Норфока, је тек требало да стигне. Јорковски вођа лорд Фоконберг је преокренуо шансе наредивши својим стрелцима да искористе јак ветар тако да имају већи домет од својих непријатеља. Једносмерна размена пројектила, са ланкастерским стрелама које нису стизале до јорковских редова, натерала је ланкастеровске војнике да напусте своје одбрамбене положаје. У бици прса у прса која је наследила и трајала неколико сати, војници обе стране су били исцрпљени. Долазак Норфока са својим људима је оснажило јоркисте. Едвард им је наредио да разбију непријатељске редове. Многи ланкастерски војници су убијени док су бежали; неки су газили једни друге, док су се други удавили у рекама. Неколицина која се предала је била погубљена.
Моћ династије Ланкастер је озбиљно смањена после ове битке. Хенри је побегао из земље, а многи од његових најмоћнијих следбеника су након битке били мртви или у игзнанству, што је омогућило Едварду да девет непрекидно година влада Енглеска, пре кратког повратка Хенрија на престо. Таутонски крст је подигнут 1929. подигнут на бојном пољу у знак сећања на догађај. Разни археолошки остаци и масовне гробнице везане за битку проналажени су у области вековима после овог окршаја.